# Viper (película)
Viper (título original: Bad Blood) es una película estadounidense de acción y drama de 1994, dirigida por Tibor Takács, escrita por Neil Ruttenberg, musicalizada por Joel Goldsmith y Alex Wilkinson, en la fotografía estuvo Bernard Salzmann y los protagonistas son Lorenzo Lamas, Frankie Thorn y Hank Cheyne, entre otros. El filme fue realizado por MDP Productions y Spark Films, se estrenó el 3 de noviembre de 1994.

## Sinopsis
Un camionero tiene que regresar a casa para lidiar con la mafia, que persigue a su hermano por haberle robado 5 000 000 de dólares.

## Reparto
- Lorenzo Lamas - Travis Blackstone
- Frankie Thorn - Rhonda
- Hank Cheyne - Franklin Blackstone
- Joe Son - Chang
- Kimberley Kates - Lindee
- John P. Ryan - John Blackstone